# Sudadio giudabestia
Sudadio giudabestia (1979) è l'ottavo LP di Ivan Della Mea, pubblicato dall'etichetta discografica I dischi del sole.
Esiste anche in formato CD con stesso titolo e stessa immagine di copertina, pubblicato dall'etichetta Bravo Records nel 1998, contenente i 24 brani dei due LP Sudadio giudabestia (1979) e Sudadio giudabestia 2 (1980)

## Tracce
1. Io so che un giorno – 0:40
2. I Rivarà – 4:56
3. Chiudi la finestra amore mio – 1:43
4. Il sogno – 1:36
5. Il Cristè – 5:11
6. Auf wiedersehen – 2:09
7. Fortunato – 3:56
8. Pietro Zampetta – 2:06
9. Primavera va – 1:36
10. Storia di cane – 3:41
11. Io so che un giorno – 0:31